# Diane Schuur & the Count Basie Orchestra
Diane Schuur & the Count Basie Orchestra — концертный альбом американской певицы и пианистки Дайан Шуур, записанный при участии оркестра Каунта Бейси и выпущенный в 1987 году на лейбле GRP Records.
Альбом имел большой успех: он шестнадцать недель возглавлял джазовый чарт журнала Billboard и получил статуэтку «Грэмми» за лучшее джазовое вокальное исполнение среди женщин. 

## Отзывы критиков
| Оценки критиков                            | Оценки критиков |
| Источник                                   | Оценка          |
| ------------------------------------------ | --------------- |
| AllMusic                                   | [ 2 ]           |
| The Encyclopedia of Popular Music          | [ 3 ]           |
| MusicHound Jazz: The Essential Album Guide | [ 4 ]           |
| The Rolling Stone Jazz & Blues Album Guide | [ 5 ]           |

В рецензии AllMusic Скотт Яноу отмечает, что, к сожалению, группа Бейси в основном используется для аккомпанемента без каких-либо значительных соло, однако Шуур звучит вполне комфортно в этом формате, и её голос в отличной форме. Рецензент Billboard заявил, что недавний всплеск внимания средств массовой информации, первоклассный выбор материала и победа на «Грэмми» поднимет продажи намного выше того уровня, которого Шуур уже достигла. В Cash Box написали, что Шуур уверенно занимает то место, которое на протяжении многих лет занимали самые лучшие певицы в мире Крис Альбертсон из Stereo Review: «Дайан Шуур вполне может когда-нибудь стать вокалисткой высшей лиги, но ей придется значительно сбавить тон. Нет, она не кричит так неистово, как Дженнифер Холлидей, но бывают моменты, когда хочется, чтобы Шуур лучше контролировала свой прекрасный голос. Как и Холлидей, Шуур, похоже, пала жертвой неразборчивой аудитории и глухонемых коллег, которые измеряют величие в децибелах и внимании СМИ. Такого рода вещи привели к падению многих из потенциально великих художников. Я надеюсь, в конце концов, Шуур найдёт путь от своей нынешней перегруженной подачи к более индивидуальному стилю».

## Список композиций
1. «Deedles’ Blues» (Морган Эймс) — 3:30
2. «Caught a Touch of Your Love» (Джеймс Бест, Крейг Бикхардт, Джек Келлер) — 3:13
3. «Trav’lin’ Light» (Джонни Мерсер, Джимми Манди, Трамми Янг) — 4:24
4. «I Just Found Out About Love» (Гарольд Адамсон, Джимми Макхью) — 2:45
5. «Travelin’ Blues» (Дейв Брубек, Айола Брубек) — 4:04
6. «I Loves You Porgy» (Джордж Гершвин, Айра Гершвин, Дюбоз Хейуорд) — 3:09
7. «You Can Have It» (Морган Эймс, Фрэнк Фостер) — 3:25
8. «Only You» (Морган Эймс, Боб Флоренс) — 4:44
9. «Everyday» (Питер Чатман) — 3:09
10. «We’ll Be Together Again» (Карл Т. Фишер, Фрэнки Лэйн) — 4:06
11. «Until I Met You» (Фредди Грин, Дон Вулф) — 2:53
12. «Climbing Higher Mountains» (Арета Франклин) — 2:34

## Чарты

### Еженедельные чарты
| Чарт (1987)                       | Высшая позиция |
| --------------------------------- | -------------- |
| США (Billboard Top Jazz Albums)   | 1              |
| США (Cash Box Jazz Top 40 Albums) | 2              |

### Годовые чарты
| Чарт (1987)                       | Позиция |
| --------------------------------- | ------- |
| США (Billboard Top Jazz Albums)   | 16      |
| США (Cash Box Jazz Top 40 Albums) | 37      |

| Чарт (1988)                       | Позиция |
| --------------------------------- | ------- |
| США (Billboard Top Jazz Albums)   | 1       |
| США (Cash Box Jazz Top 40 Albums) | 4       |